# Кульбачинский, Андрей Владимирович
Андре́й Влади́мирович Кульбачи́нский (род. 20 июня 1978, Москва) — российский учёный-генетик, доктор биологических наук, профессор РАН, член-корреспондент РАН.

## Биография
Родился в 1976 году. Студентом начал заниматься научной деятельностью. В 1998 году окончил Московский государственный университет.
В 2009 году защитил диссертацию на тему «Механизмы инициации транскрипции у мезофильных и термофильных бактерий» на соискание учёной степени доктора биологических наук.
Лауреат премии правительства Российской федерации (2012).
Является заведующим лабораторией молекулярной генетики микроорганизмов ФГБУ Институт молекулярной генетики Национального исследовательского центра «Курчатовский институт» (г. Москва). Избран профессором РАН (2016) и членом-корреспондентом РАН (2022).

## Сочинения
- Кандидатская диссертация «Сравнительное исследование взаимодействий РНК-полимераз термофильных и мезофильных бактерий с нуклеиновыми кислотами». Автор: Кульбачинский А.
- Докторская диссертация по специальности 03.01.03 — Молекулярная биология (биол. науки). Автор: Кульбачинский А. В.